# Pino Donati
Pino Donati (Verona, 9 de mayo de 1907 - Roma, 24 de febrero de 1975) fue un compositor y director musical italiano.
Cursó estudios musicales con Paribeni y Zandonai, iniciando después su actividad como compositor y dedicándose posteriormente a acometidas empresariales, como super-intendente de la Arena de Verona (1936-1941) y del Teatro Municipal de Bolonia (1950-1957). A partir de 1946 fue asesor artístico en el Teatro Nacional de San Carlos de Lisboa, y en 1958 se le nombró director artístico de la Lyric Opera de Chicago, cargo que desarrolló hasta su muerte, tan sólo con una pequeña interrupción en la temporada 1967-68 en la que fue llamado para ocupar el mismo lugar en el teatro Municipal de Florencia.
Contrajo matrimonio con la soprano Maria Caniglia (1905/79).
Compuso dos óperas y música sinfónica, de escena y de cámara.